# Nicolas-Théodore de Saussure
Nicolas-Théodore de Saussure (Ginevra, 14 ottobre 1767 – Ginevra, 18 aprile 1845) è stato un biologo svizzero, studioso di chimica e di fisiologia vegetale.
Figlio dello scienziato ginevrino Horace-Bénédict de Saussure, al pari degli altri come della famiglia ha preso parte agli organi rappresentativi della città di Ginevra.

## Biografia
Saussure ha dimostrato come l'aumento di massa delle piante durante la crescita non può essere dovuto al solo assorbimento di anidride carbonica, ma anche all'assorbimento di acqua. Pertanto, ha così delineato la reazione con la quale viene utilizzata la fotosintesi per la produzione di alimenti (come il glucosio). 
In botanica hanno preso il suo nome il genere Saussurea e quello Saussuria.
Nel 1804 Théodore de Saussure pubblica le Réchérches chimiques sur la vegetation, l'opera che propone la spiegazione organica del processo della fotosintesi, il meccanismo secondo il quale nelle foglie si unisce anidride carbonica e acqua per comporre idrati di carbonio. La scoperta è opera di abilità sperimentale, che consente al naturalista ginevrino di operare con esattezza perfetta su quantità dell'ordine di milligrammi. L'opera fu poco conosciuta fino alla traduzione fatta da Justus von Liebig con quarant'anni di ritardo.
La scoperta è tanto sconvolgente, nei confronti dei convincimenti comuni, suffragati dall'antica scienza peripatetica, che la scienza di retroguardia professerà che le piante si nutrano di carbonio tratto dal suolo fino al terzo quarto dell'Ottocento. Costituiscono esempi emblematici dell'incapacità di comprendere la scoperta di De Saussure, e la sua traduzione agronomica da parte di Liebig.

## Affiliazioni accademiche
Il 20 giugno 1808 viene eletto socio corrispondente di prima classe dell'Académie des sciences di Parigi (sezione di chimica). Il 23 marzo 1820 diviene membro straniero della Royal Society di Londra. Dal 5 settembre 1787 è socio corrispondente.